# Ludwig Schlesinger
Pour les articles homonymes, voir Schlesinger.
Ludwig Schlesinger (en slovaque : Ľudovít Schlesinger, en hongrois : Schlesinger Lajos) (Trnava, 1er novembre 1864 – Giessen, 15 décembre 1933) est un mathématicien germano-hongaro-tchécoslovaque, connu pour ses travaux sur les équations différentielles linéaires.

## Biographie
Schlesinger fréquente l'école secondaire à Bratislava et étudie ensuite la physique et les mathématiques à l'Université de Heidelberg et à l'Université Humboldt de Berlin. En 1887, il obtient son doctorat (« Über lineare homogene Differentialgleichungen Vierter Ordnung, zwischen Deren Integralen homogene Relationen höheren als qualités ersten bestehen »). Ses directeurs de thèse sont Lazarus Fuchs et Leopold Kronecker. En 1889, il devient professeur agrégé à Berlin, en 1897 professeur invité à Université de Bonn et la même année, professeur titulaire à l'Université de Kolozsvár, Hongrie (aujourd'hui Cluj, Roumanie). En 1911, il est professeur à l'Université de Giessen, où il enseigne jusqu'en 1930. En 1933, il est contraint par les nazis d'abandonner son poste en raison de ses origines juives. Il est mort peu de temps après.
Schlesinger est un historien des sciences. Il écrit un article sur la théorie des fonctions de Carl Friedrich Gauss et traduit en allemand La Géométrie de René Descartes (1894). Il est l'un des organisateurs de la célébration du centième anniversaire de János Bolyai et de 1904 à 1909, avec R. Fuchs, il recueille les œuvres de son maître Lazarus Fuchs, qui est aussi son beau-père. En 1902, il devient membre correspondant de l'Académie hongroise des sciences. En 1909, il reçoit le prix Lobatchevski. La même année, il est membre de l'Académie allemande des sciences Leopoldina.
De 1929 jusqu'à sa mort, il est co-éditeur du Journal de Crelle.
Comme son professeur Fuchs, il travaille principalement sur les équations différentielles linéaires ordinaires. Ses deux volumes Handbuch der Theorie der Linearen Differentialgleichungen sont publiés de 1895 à 1898 par Teubner de Leipzig (Vol.2 en deux parties). Il publie également Einführung in die Theorie der gewöhnlichen Differentialgleichungen auf Grundlage funktionentheoretischer (Auflage, 1922) , Vorlesungen über lineare Differentialgleichunge (1908) et automorphe Funktionen (Gruyter, 1924). En 1909, il écrit un long rapport pour le rapport annuel de la Société mathématique allemande sur l'histoire des équations différentielles linéaires depuis 1865. Il étudie également la géométrie différentielle, et écrit un livre de conférences sur la théorie de la relativité générale d'Einstein.
Aujourd'hui, sa contribution la plus connue est Über eine Klasse von Differentialsystemen beliebiger Ordnung mit festen kritischen Punkte (Journal de Crelle, 1912). Là, il examine le problème des déformations isomonodromiques pour une certaine matrice de l'équation de Fuchs. Ceci est un cas particulier du 21e problème de Hilbert (« Prouver que toute représentation complexe de dimension finie peut s'obtenir par action de monodromie sur une équation différentielle de Fuchs »). L'article introduit ce qu'on appelle aujourd'hui des transformations de Schlesinger et les équations de Schlesinger.

## Source de la traduction
- (de) Cet article est partiellement ou en totalité issu de l’article de Wikipédia en allemand intitulé « Ludwig Schlesinger (Mathematiker) » (voir la liste des auteurs).